# Павленко Юлія Сергіївна
Ю́лія Сергі́ївна Павле́нко (нар. 9 серпня 1991) — українська легкоатлетка. Член збірної команди України з легкої атлетики серед спортсменів з ураженнями опорно-рухового апарату. Срібна призерка світу 2019 року у стрибках у довжину.

## Спортивна кар'єра

### Чемпіонат світу 2019
На Чемпіонат світу з легкої атлетики, що відбувався 2019 року з 7 по 15 листопада у Дубаї (Об'єднані Арабські Емірати), спортсменка виступала у двох дисциплінах і завоювала срібну нагороду у стрибках у довжину (Т11). 9 листопада Юлія з першої спроби стрибнула на 4,75 м, що дало шанси претендувати на медаль. На третьому колі китаянка Чу Гуа стрибнула на 4,92 метра і посунула Павленко на другу сходинку. Юлії вдалось покращити свій результат тільки у шостій спробі до 4,87 м. Це стало її особистим рекордом і закріпило на другій сходинці.
Зранку 11 листопада відбулись попередні забіги на 100 метрів у категорії T11. У першому раунді було 5 забігів, Юлія бігла у четвертому і завершила стометрівку другою з результатом 13,50 секунд, що стало її найліпшим особистим часом. Це дозволило їй кваліфікуватись до півфіналів за кращими часом серед других місць. Увечері то ж дня відбулись півфінальні забіги. Юлія посіла 4 місце у другому забігу з результатом 13,42 с та завершила виступ.